# Anagallis filifolia
Anagallis filifolia är en viveväxtart som beskrevs av Adolf Engler och Gilg. Anagallis filifolia ingår i släktet Anagallis och familjen viveväxter. Inga underarter finns listade i Catalogue of Life.